# Hieracium bourgaei
Hieracium bourgaei es una especie de planta con flor del género Hieracium, de la familia Asteraceae, orden Asterales.

## Distribución
Hieracium bourgaei se distribuye por España, Francia y Andorra.

## Taxonomía
Fue descrita científicamente por Boiss. Fue publicada en Diagn. Pl. Orient., ser. 2, 3: 102 (1856).